# Ontario Motor Speedway
Der Ontario Motor Speedway war eine Motorsport-Rennstrecke in der kalifornischen Stadt Ontario im San Bernardino County. Der Superspeedway galt als „Indianapolis of the West“ und bestand von 1968 bis 1980. Sie wurde 1981 abgerissen.

## Geschichte
Der für IndyCar-, NASCAR- und Formel-1-Rennen entworfene Superspeedway wurde 1970 eröffnet. Finanzielles Missmanagement führte bald zu einer Einschränkung des Rennbetriebs. 1980 wurde die Anlage verkauft und 1981 zugunsten eines Immobilienprojekts abgerissen.

## Streckenbeschreibung
Das Oval war eine genaue Kopie des Indianapolis Motor Speedway und beinhaltete einen Straßenkurs von 5,141 km Länge.